# Balrog Award
De Balrog Award was een fantasyprijs die tussen 1979 en 1985 werd uitgereikt.

De Balrog Award werd genoemd naar de Balrog, een wezen uit de In de ban van de ring boeken van J.R.R. Tolkien. De prijzen werd uitgegeven door de International Fantasy Gamers Society tijdens de FoolCon-conventie in Kansas.
Er waren vele categorieën, waaronder beste roman, kort verhaal, verhalencollectie, amateur-tijdschrift, professioneel tijdschrift, dichter en artiest. Er werd door de fantasyfans zelf gestemd.

## Prijswinnaars beste fantasyroman
- 1979 - Tom Reamy - Blind Voices
- 1980 - Anne McCaffrey - Dragondrums
- 1981 - Stephen R. Donaldson - Het gewonde land (The Wounded Land)
- 1982 - Katherine Kurtz - Camber the Heretic
- 1983 - Stephen R. Donaldson - De ene boom (The One Tree)
- 1984 - George R.R. Martin - The Armageddon Rag
- 1985 - David Brin  - The Practice Effect